# Steilenalm

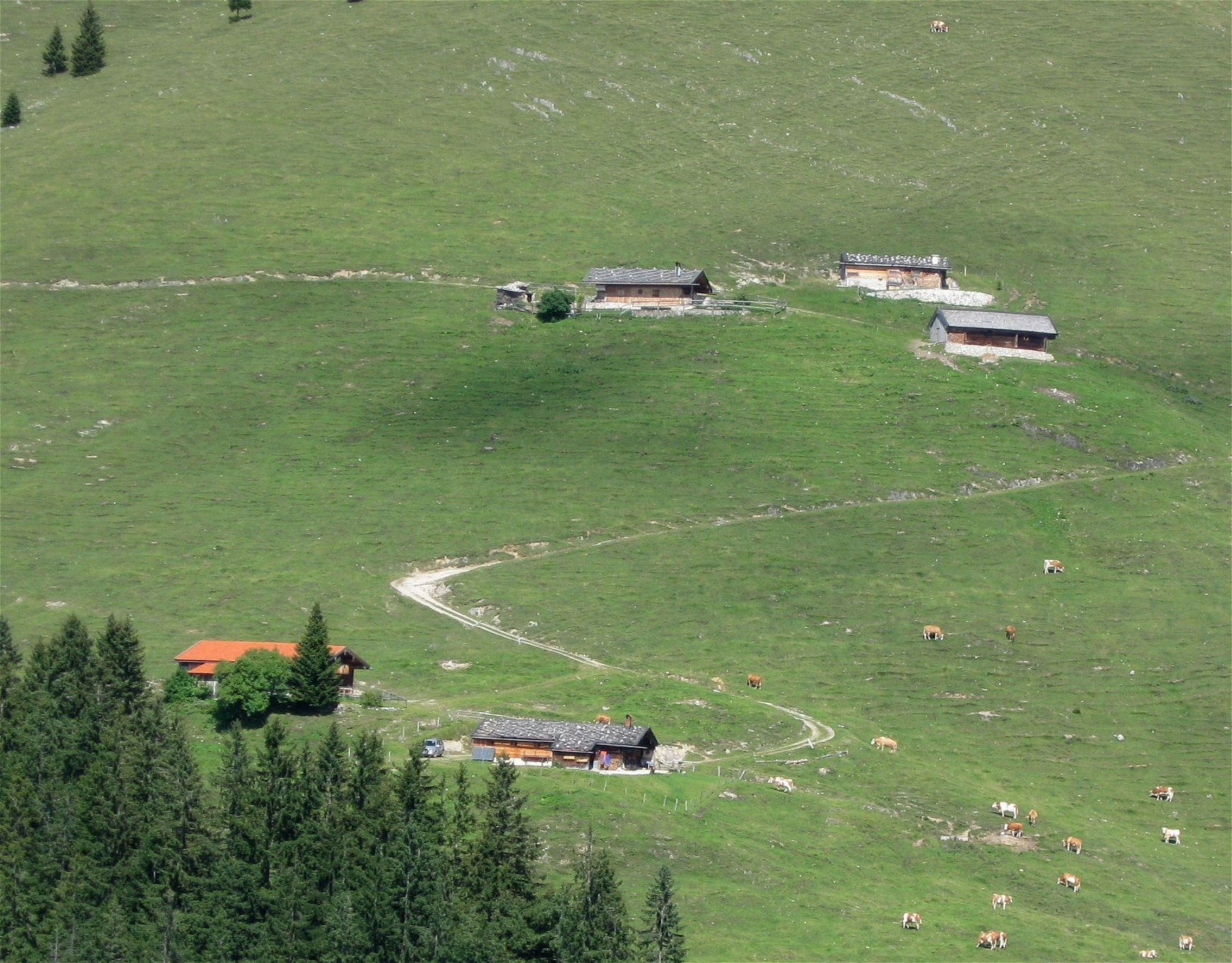
Steilenalm von Süden

Die Steilenalm ist eine Alm in der Gemeinde Oberaudorf.
Mehrere Almhütten der Steilenalm stehen unter Denkmalschutz und sind unter der Nummer D-1-87-157-93 in die Bayerische Denkmalliste eingetragen.

## Baubeschreibung
In der Bayerischen Denkmalliste sind drei Bauten der Steilenalm beschrieben, es befinden sich jedoch fünf Gebäude auf der Alm, die alle im Bayerischen Denkmalatlas als Baudenkmal markiert sind.
Die beschriebenen Gebäude sind:
- ein Holzbau auf Steinsockel mit Satteldach und Sterntür, um 1825,
- ein Holzbau auf Steinsockel mit flachem Legschindeldach, 1780,
- ein verschindelter Holzbau auf Steinsockel mit Flachsatteldach, um 1825.

## Heutige Nutzung
Die Steilenalm ist bestoßen und bewirtet.

## Lage
Die Steilenalm liegt im Mangfallgebirge östlich des Großen Traithen an den Südhängen des Steilner Jochs auf einer Höhe von 1350 m ü. NN.